# 日吉台遺跡群

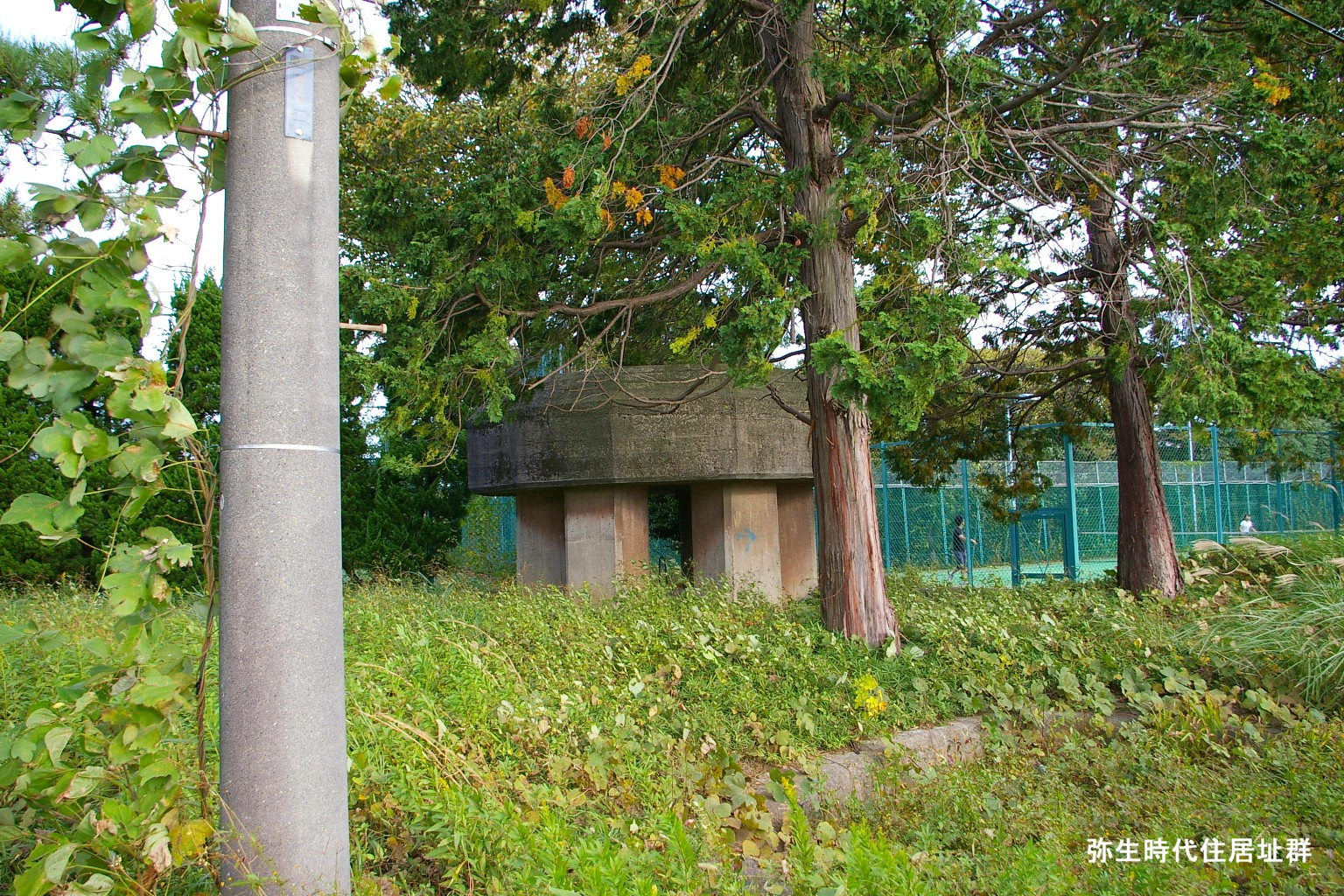
日吉台遺跡群K地区の現状。奥のコンクリート構造物は日吉台地下壕の通気口（耐弾式竪坑）跡。手前の窪みは弥生時代の竪穴建物跡。

日吉台遺跡群（ひよしだいいせきぐん）は、神奈川県横浜市港北区日吉の日吉台と呼ばれる台地上に広がる複数の遺跡（周知の埋蔵文化財包蔵地）の総称（遺跡群）。慶應義塾大学日吉キャンパスを中心に分布し、弥生・古墳時代の集落遺跡（日吉台遺跡・日吉遺跡・日吉町遺跡・欠山遺跡・諏訪下遺跡・諏訪下北遺跡等）や、古墳群（日吉台古墳群）、横穴墓群、近代戦争遺跡（日吉台地下壕）をも含む複合遺跡群である。

## 概要
日吉台は、多摩丘陵の一部として川崎市および横浜市北部に広がる下末吉台地の一角にあたり、下末吉台地が多摩川・矢上川、および鶴見川に挟まれて東西に伸びた部分の東端部にあたる。この台地のどこまでが「日吉台」なのかは明確でないが、慶應義塾大学は地形的な観点から、東横線日吉駅東側の同大キャンパス一帯が下末吉台地の下末吉面（標高35～40メートル）に相当するのに対し、日吉駅の西側は下層の武蔵野面（標高約25メートル）が露出し一段低くなり、より西方の下末吉面とは分断されていることから、同大キャンパス付近に島状に残った下末吉面の領域（南北1キロメートル、東西700メートル）を狭義の「日吉台」と見なしている。台地上は平坦な段丘面（下末吉面・武蔵野面）が広がるが、日吉キャンパス内の「蝮谷（まむしだに）」のような、鶴見川・矢上川の低地から入り込む谷戸が台地を無数に開析し、起伏に富んだ複雑な地形になっている。なお日吉台北側には「矢上谷戸」と呼ばれる東西に伸びる大きな谷戸が走って台地を南北に2分しており、分割された北側の細長い台地の末端部分は「矢上台」と呼ばれ、慶應義塾大学矢上キャンパス（理工学部・理工学研究科外部）となっている。この「日吉台」および「矢上台」、また矢上川を挟んで両台地の東にある「加瀬台」（川崎市北加瀬・南加瀬）には、太古からの遺跡が数多く分布しており、慶應義塾大学等を主体として考古学的調査（踏査・発掘調査）が行われてきた。
このうち、狭義の日吉台範囲に分布する諸遺跡が現在「日吉台遺跡群」と呼ばれているが、これは慶應義塾大学文学部教授の安藤広道、および同大文学部民族学考古学研究室によって、台地上の諸遺跡を総合的に捉えるために提唱された概念である。同研究室は、日吉駅東口側の日吉台地を、地形に応じてA～Mの13地区と、北斜面地区・北東斜面地区・蝮谷地区・浅間山地区・東斜面地区・東南斜面地区・箕輪谷地区の7地区を加えた計20地区に区分し、それぞれの地区の遺跡の種類と分布状況を総合的に研究している。

## 日吉台遺跡群の調査

### 遺跡群発見と大学による調査の開始
1926年（大正15年）に東横線日吉駅が開業してから1930年代（昭和5年～）にかけて駅周辺の開発と慶應義塾大学キャンパスの建設工事が始まり、それと共に日吉台とその周辺で多数の遺跡が発見されるようになった。
1930年（昭和5年）6月3日、遺跡分布確認のための踏査が同大教員であった柴田常恵・橋本増吉らにより実施され、A地区で「矢上一本松古墳（日吉台1号墳）」が発見された（日吉台古墳群）。この時、柴田は台地上の複数地点で弥生土器を採取し、弥生時代集落遺跡の存在をも予見した。
1931年（昭和6年）5月には、柴田常恵・橋本増吉・森貞成らによって、新たに日吉台2号墳（F地区）・3号墳（H地区）・4号墳（L地区）が発見され、5月31日と6月7日に日吉台1号墳・3号墳で初の発掘調査が行われた。
1931年（昭和6年）末から翌1932年（昭和7年）4月にかけて大学キャンパスの建設が本格化すると、工事に伴い慶應第1校舎（C地区）や陸上競技場建設地（D地区）、東急日吉駅（B地区、現・日吉東急avenue）一帯などで弥生時代の竪穴建物跡が発見され、橋本増吉・間崎万里・松本信廣らによって発掘調査された。これ以降、日吉台における弥生時代集落の調査・研究が始まった。なおこの際、日吉台4号墳と新発見の日吉台5号墳（K地区）も発掘調査された。これらと同じ時期に、陸上競技場建設地付近では鏡（八稜鏡）や室町時代の板碑など、古代～中世の遺物が出土したことが報告されている。
1936年（昭和11年）7月の慶應義塾大学三田史学会によるK地区の発掘調査では、多数の竪穴建物跡が検出された。この内の第111号建物は長径9.4メートルの隅丸方形建物で、発見当時は弥生時代建物跡として日本最大規模であり、当時話題となった。この第111号建物跡および第102～105号の5軒の建物跡は、遺構壁面をコンクリートで硬めて現地保存し野外展示されている。
1940年（昭和15年）7月から1941年（昭和16年）2月には、A地区での藤原工業大学（慶應義塾大学理工学部の前身）の仮校舎建設に伴い同大教員の清水潤三により大規模な発掘調査が実施され、10軒の竪穴建物が検出されるなど、慶應義塾大学の歴史学・考古学系教員によりキャンパスとその周辺での調査研究が進展した。当時、調査を主導した清水潤三は、成果報告の中で「日吉は我国考古学史上、不朽の名をとどめることとなった」と述べている。

### 太平洋戦争とその後の調査停滞
しかし、1941年（昭和16年）12月7日に太平洋戦争が勃発すると状況が一変し、日吉キャンパスは戦争末期に旧日本海軍連合艦隊司令部の施設となった。日吉台地下にあり、現在は遺跡群に含まれている日吉台地下壕はこの時期に建造された大規模地下要塞である。その間、キャンパス内は空襲を受けて多くの施設が破壊された。1945年（昭和20年）8月の敗戦以後はアメリカ軍に接収され、1949年（昭和24年）9月末まで米軍管理下にあった。そのためこの間は日吉台遺跡群における考古学的な調査・研究はまったく実施されなかった。
慶應義塾へのキャンパス返還後は、施設復旧が最優先されたため、キャンパス内遺跡調査への関心は著しく低下したものの、1950年代から60年代までは、1951年（昭和26年）の日吉台3号墳（H地区）の再調査や、1960年（昭和35年）の浅間山古墳切り崩しに伴う調査（浅間山地区）、1963年（昭和38年）の新幹線トンネル掘削工事に伴う横穴墓の調査（南東斜面地区）、1966年（昭和41年）の弓道場建設に伴う縄文時代前期と弥生時代後期の貝塚調査（I地区）など、清水潤三を中心とした小規模な調査が続けられた。
しかし、1970年代以降から、大学内部では日吉台に存在していたこれらの遺跡は、大部分が既に破壊されたとする認識が広まったとされ、キャンパス内の工事に際して事前の発掘調査が行われなくなっていった。また文化財保護法に基づいて埋蔵文化財の保護やその取扱いを指導する行政（横浜市教育委員会）側も同様の認識が定着し、保護措置を行うように指導することがなくなっていった。
そのため、1970年代から90年代にかけて、キャンパス内で校舎建替えや新校舎建設などの大規模工事が次々に行われ、中には工事現場で竪穴建物などの遺構が学生らによって目撃されていたにもかかわらず、2000年代初頭に至るまでキャンパス内での発掘調査が全く行われない状況が続いた。2005年（平成17年）以降、日吉台遺跡群の調査および過去調査資料の整理・再検討を行っている慶應大教授の安藤広道（文学部民族学考古学研究室）は、この状況を「異常な事態」と評している。

### 大学による調査の再開
2006年（平成18年）のA地区における「独立館」建設計画発表に際して、安藤広道ら文学部民族学考古学研究室は、独立館建設予定地が1931年（昭和6年）に柴田常恵が調査した日吉台1号墳や、1940年（昭和15年）に清水潤三が調査した弥生時代建物群の地点に重複しており、遺跡が残存している可能性が高いとして2007年（平成19年）3月～8月にかけて発掘調査を実施した。これにより複数の竪穴建物等の遺構が検出された。2006年（平成18年）以降、文学部民族学考古学研究室はこれ以外にも桜並木アプローチ建設やスポーツ館建設工事、日吉記念館建替え工事など、大学関係施設の工事に伴い発掘調査や工事立会調査を実施している。2006年（平成18年）から2008年（平成20年）にかけて各地区で行われた発掘調査等により、残存する弥生時代～古墳時代前期にかけての遺構が発見され、建物跡以外にも、土坑や方形周溝墓、集落を囲む環濠と見られるV字形の溝等が検出された。
また、先史・古代の遺構だけでなく、日吉台地下壕など近代以降の戦争遺跡群についても日吉台遺跡群に含め、測量などの調査を行っている。
このように2000年代後半以降、慶應義塾大学による日吉台遺跡群の考古学的調査は復活したが、同研究室は既に同遺跡群の先史・古代の遺構については90パーセント以上が破壊されたと推定しており、今後、パッチ状に残存している僅かな箇所を注意深く調査してゆくべきとしている。

## 日吉台遺跡群の主な遺跡
日吉台遺跡群は、東横線日吉駅東側の慶應義塾大学キャンパス一帯に広がっており、横浜市教育委員会が2004年（平成16年）3月に発行した『横浜市文化財地図』上では以下にあげる複数の埋蔵文化財包蔵地に分けられてその範囲が図示されている。しかし、慶應義塾大学によるこれまでの発掘調査歴から判明した竪穴建物群の実際の分布状況は、『文化財地図』が示す各遺跡の範囲外にも広がっており、行政側の把握状況と、現実の遺跡分布状況に齟齬が生じている。以下にあげた遺跡は『文化財地図』の情報に、慶應義塾大学がまとめた調査情報を加味している。なお、日吉台古墳群など、日吉台の範囲を超えて分布する遺跡もあるため、下記には日吉台周辺の遺跡（慶應矢上キャンパスのある矢上台遺跡など）も記載している。

### 弥生～古墳時代集落遺跡
先史時代の集落遺跡は、慶應日吉キャンパス内外を含めた日吉台の広範囲で確認されており、弥生時代後期（久ヶ原式期）には、環濠を備えた大規模な集落がC地区（第1校舎付近）を中心に展開していたと考えられている。
- 港北区No.45遺跡（日吉台遺跡、弥生後期）
- 港北区No.46遺跡（弥生後期）
- 港北区No.47遺跡（日吉遺跡または日吉町遺跡、弥生後期）
- 港北区No.48遺跡（日吉台遺跡、弥生後期）
- 港北区No.49遺跡（日吉台遺跡、弥生後期）
- 港北区No.50遺跡（弥生後期、古墳時代以降）
- 港北区No.51遺跡（欠山遺跡、弥生後期）
- 港北区No.54遺跡（諏訪下北遺跡、弥生後期、古墳前期）
- 港北区No.126遺跡（日吉台遺跡、弥生後期）
- 港北区No.127遺跡（諏訪下遺跡、弥生後期）

### 日吉台古墳群
日吉台範囲外の矢上台等にも分布する。
- 港北区No.36遺跡（日吉矢上古墳※日吉台の範囲外）
- 港北区No.43遺跡（観音松古墳※日吉台の範囲外。矢上台遺跡に含まれる）
- 港北区No.45遺跡（日吉台1号墳）
- 港北区No.48遺跡（日吉台2号墳）
- 港北区No.49遺跡（日吉台3号墳・円墳跡）
- 港北区No.51遺跡（日吉台5号墳）
- 港北区No.54遺跡（円墳跡※諏訪下北遺跡範囲内。）
- 港北区No.126遺跡（日吉台4号墳）
- 浅間山古墳（※遺跡番号なし）

### 横穴墓
- 港北区No.52遺跡（横穴墓※数未記載）
- 港北区No.53遺跡（横穴墓※数未記載）
- 港北区No.54遺跡（横穴墓17基※諏訪下北遺跡範囲内。）
- 港北区No.127遺跡（横穴墓1基）

### 中世遺跡
- 港北区No.48遺跡（矢上城※日吉台遺跡内）
- 港北区No.49遺跡（中田加賀守館※日吉台遺跡内）

このほか、陸上競技場付近で板碑や和鏡（八稜鏡）の出土が知られる。

### 近代戦争遺跡群
- 港北区No.246遺跡（海軍省人事局地下壕）
- 港北区No.247遺跡（軍令部第三部待避壕）
- 港北区No.248遺跡（連合艦隊司令部地下壕・航空本部等司令部地下壕）
- 港北区No.249遺跡（艦政本部地下壕※慶應日吉キャンパス外）